# Vádí Rum
Vádí Rum nebo Vádí Ram (arabsky وادي رم‎ Wādī Ramm, v anglické transkripci Wadi Rum), známé též jako Měsíční údolí (arabsky وادي القمر‎ Wādī al-Qamar) je pusté skalnaté údolí (tzv. vádí) na jihu Jordánska. Chráněné území Vádí Rum o rozloze 74 179,7 ha bylo z důvodů přírodních, historických a kulturních hodnot této oblasti zapsáno v roce 2011 na seznam Světového dědictví UNESCO.

## Původ jména
V antických dobách údolím procházela důležitá obchodní cesta, která představovala spojnici Orientu a Římské říše. Předpokládá se, že jméno vádí bylo odvozeno od této skutečnosti, neboť v oněch historických dobách byl na Blízkém východě slovem Rūm označován starověký Řím. Jiné vysvětlení spojuje Vádí Rum se jménem „ztraceného města“ Iramu, Města pilířů (arabsky إرم ذات العماد, Iram dhāt al-ʿimād), které je zmiňováno nejen v místních legendách, ale i v Koránu, a které měl potkat podobný osud jako biblickou Sodomu a Gomoru.

## Geografie

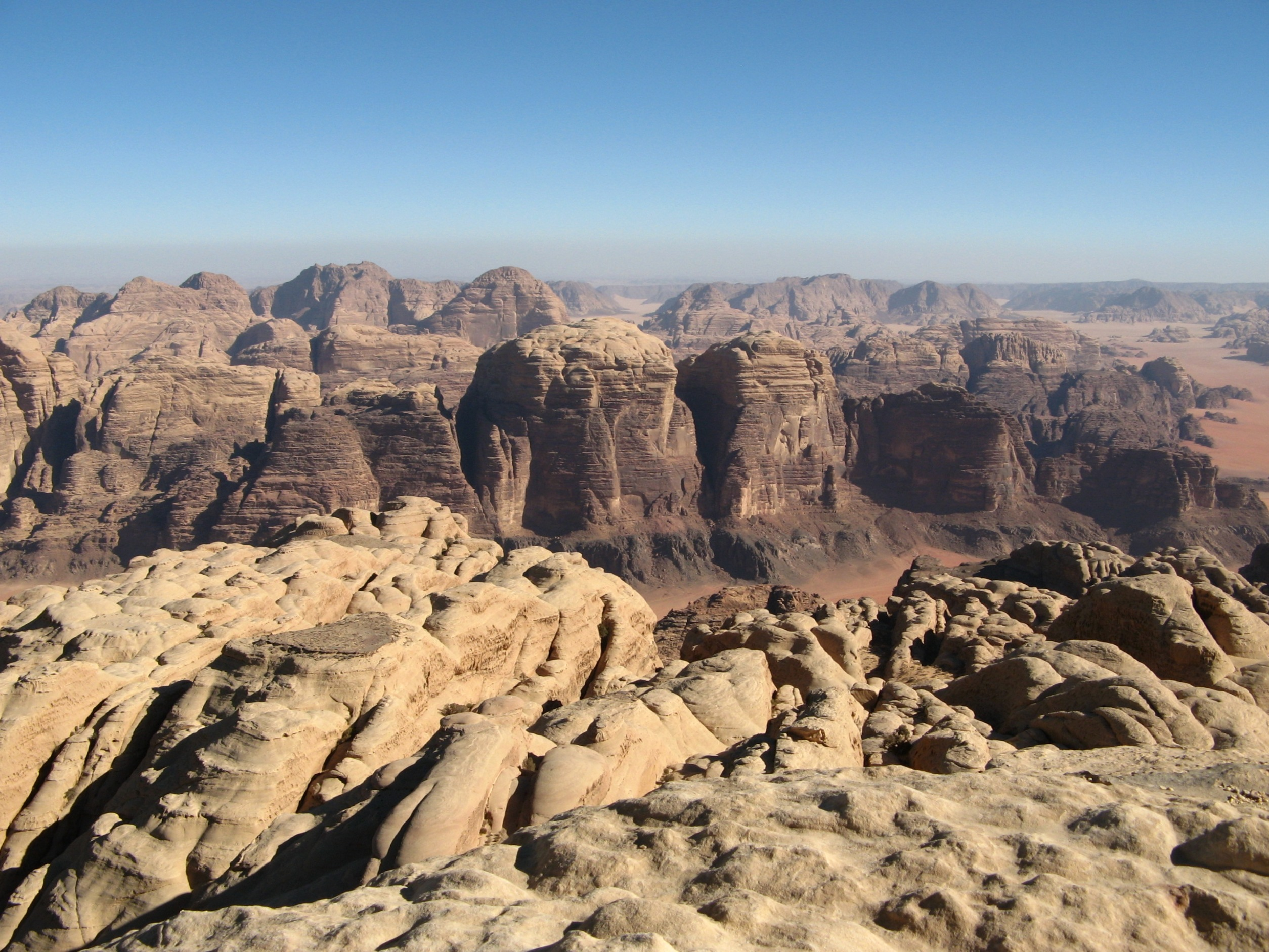
Pohled na Vádí Rum z vrcholu stejnojmenné hory

Vádí Rum leží přibližně 40 km vzdušnou čarou směrem na východ od souběžného Vádí al-Araba, od jordánského přístavního města Akaby, centra Akabského guvernorátu, a od severního pobřeží Akabského (Eilatského) zálivu Rudého moře. Zhruba ve stejné vzdálenosti od severního konce Vádí Rum se nachází město Ma'án, správní středisko stejnojmenného jordánského guvernorátu.
Údolí se rozkládá v nadmořské výšce kolem 800 metrů, nejvyšší hory na tomto území tuto úroveň převyšují až o 1 000 metrů. Původně byl jako nejvyšší hora tohoto území uváděn Džebel Rum (anglicky Jebel Rum, arabsky جبل رم, Ǧabal Ramm), vysoký 1735 metrů, přičemž další vrchol na protilehlé straně údolí Um Išrin (Jebel Um Ishrin) je pouze o jeden metr nižší. Po připojení pruhu území na jižních hranicích se Saúdskou Arábií na základě dohody z roku 1965 Jordánsku připadl 1854 metrů vysoký vrchol Džabal Umm ad-Dámí, který se tak stal nejvyšší horou Jordánského království.
V údolí mezi vrcholy Džebel Rum a Um Išrin je vesnice Vádí Rum, v níž přebývá několik set beduínů, dílem ve stanech, dílem v kamenných domech. Ve vesnici je dívčí a chlapecká škola, policejní stanice a několik obchodů.

### Podnebí
Převážnou část chráněného území tvoří kamenitá a písečná poušť, zbývající plochu pokrývá polopoušť. V oblasti prší pouze v zimním období od října do března, přičemž největší množství srážek (až 50 mm) bývá zaznamenáno v lednu. V zimě se noční teploty mohou pohybovat kolem nuly, v létě přes den dosahuje teplota průměrně až 37 °C.

### Geologie

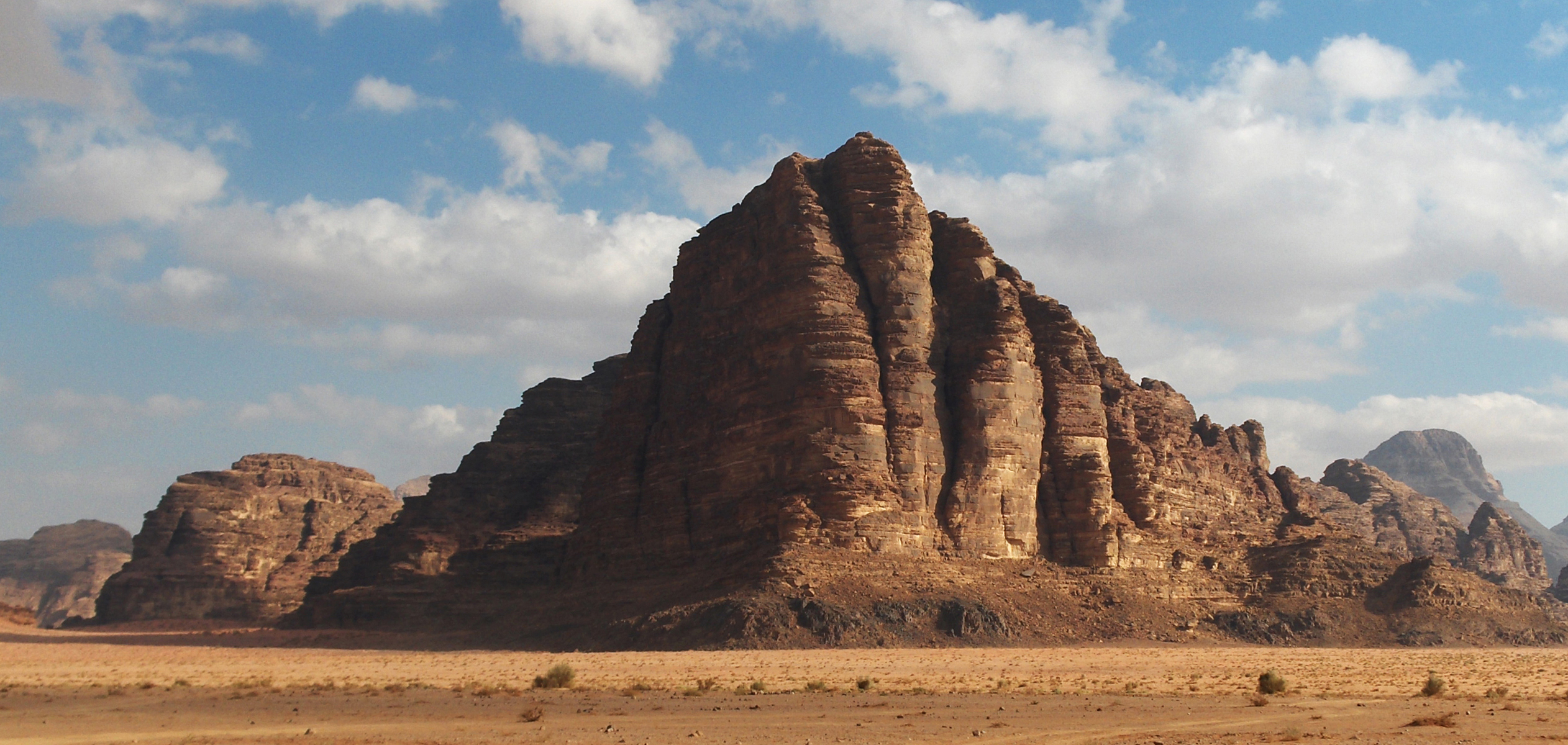
Hora Sedm pilířů moudrosti, původním jménem Džebel al-Mazmar

Geologická minulost oblasti sahá až do doby před 30 milióny let. Na jejím vytváření se podílel pohyb litosférických desek podél Velké příkopové propadliny, která se táhne ze severu Sýrie přes Akabský záliv a Rudé moře napříč východní polovinou afrického kontinentu až do prostoru Mosambiku, ležícího o 6 000 km jižněji. Převažující horninou v oblasti Vádí Rum je pískovec. Pod rozmanitými, příměsí železa do žluta až do červena zbarvenými skalními tvary, mezi nimiž nechybí ani jeskyně, úzké rokle, skalní mosty, skalní věže a další formy, vytvořené erozí a zvětráváním, je žulové podloží, čili hornina magmatického původu. Pískovcové sedimentární horniny v době dešťů akumulují srážkovou vodu, která poté narazí na bariéru žulového podloží a proniká na povrch v podobě pramenů.

## Historie

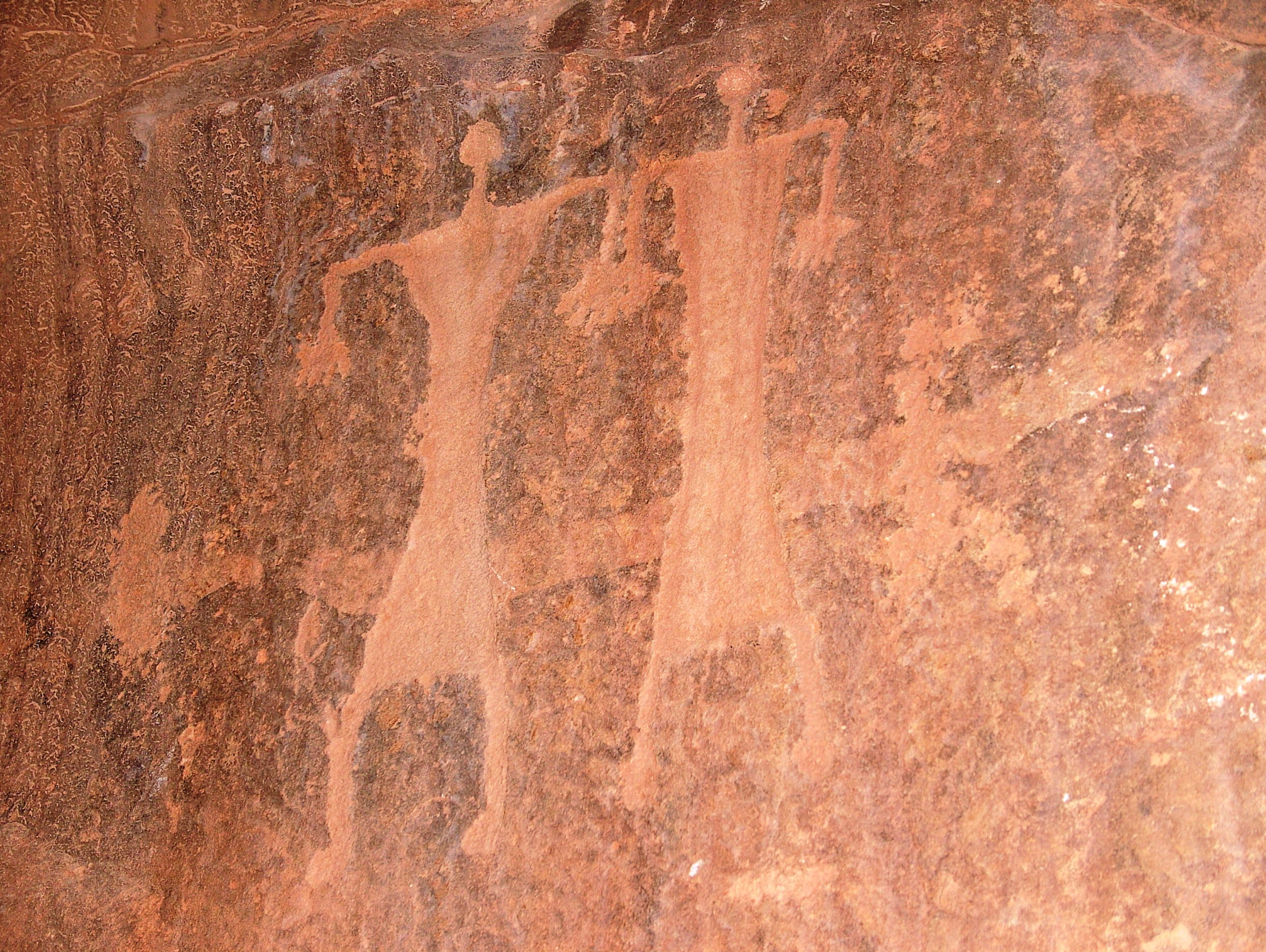
Petroglyfy ve Vádí Rum

Na skalách ve Vádí Rum se nachází na 25 000 petroglyfů, tj. různých vyobrazení a rytin, doplněných zhruba 20 000 nápisy, které jsou ukázkami raného vývoje písma. Tyto skalní kresby a nápisy spolu s nálezy ze 154 zdejších archeologických lokalit jsou důkazem o tom, že tento prostor byl osídlen po dobu až 12 000 let. Některé nápisy jsou upomínkou na život polokočovného semitského národa Nabatejců, který přebýval v oblasti Edómu (Idumeje), Negevské pouště a Zajordánska v dobách od 3. století př. n. l. až do začátku 2. století n. l. Nabatejský jazyk se podobal arabštině, ale v písemné podobě Nabatejci používali aramejštinu. Nabatejská říše s hlavním městem Petrou se stala v roce 106 n. l. římskou provincií Arabia Petraea. Na východním úpatí masívu Džebel Rum poblíž nynější beduínské vesnice Rum objevili v roce 1932 francouzští archeologové pozůstatky starého nabatejského chrámu. Archeologický průzkum zde probíhal až do roku 1997.
Chráněná oblast Vádí Rum (Wadi Rum Protected Area, WRPA) byla ustavena v roce 1997 na základě rozhodnutí jordánské vlády č. 27/11/3226. Platnost tohoto rozhodnutí byla prodloužena v roce 2002. Území má zároveň status chráněného archeologické naleziště a je v rámci Akabského guvernorátu spravováno jako zvláštní ekonomická zóna.

## Turismus a sport
Region se dostal do povědomí širší západní veřejnosti díky britskému důstojníkovi Thomasi Edwardu Lawrencovi (1888–1935), známému jako Lawrence z Arábie, a jeho knize Sedm pilířů moudrosti (Seven pillars of Wisdom). Podle tohoto díla byl v 80. letech 20. století ve Vádí Rum pojmenován jeden z místních skalních útvarů, původně nazývaný Džebel al-Mazmar (v překladu Morová hora). 

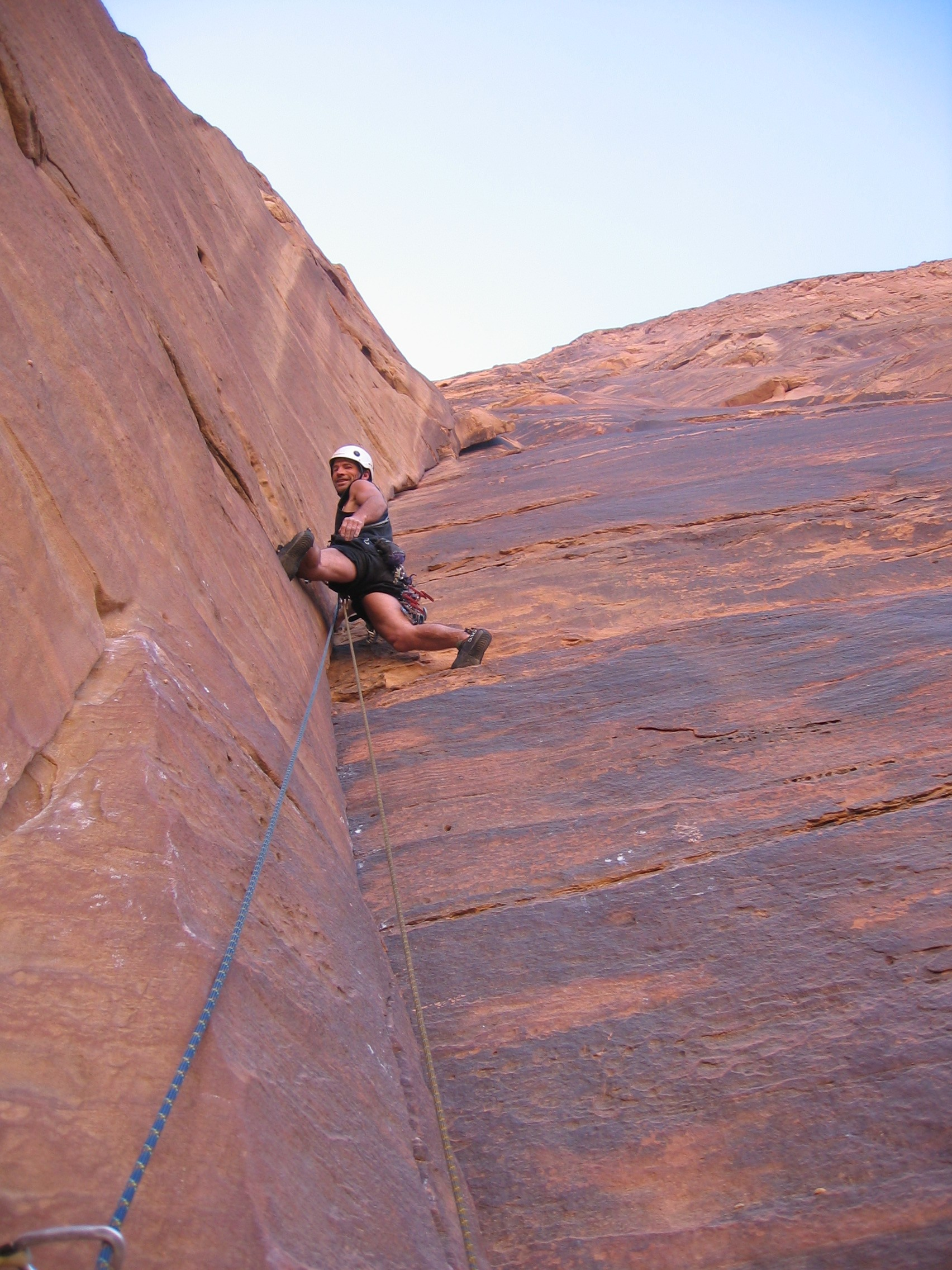
Horolezec Andrew Walker zdolává cestu Fligt of Fancy (obtížnost 6b) ve stěně hory Rum

Služby pro turisty, zahrnující ubytování, průvodcovskou činnost a dopravu, ve Vádí Rum zajišťují místní beduíni. Kromě ekonomického přínosu turismus přináší i některé problémy, jako je například poškozování starých skalních nápisů a petroglyfů různými čmáranicemi a graffiti.

### Maraton
Dima a Lama Hattabovy, sestry-dvojčata, na Blízkém východě velmi populární jordánské závodnice a trenérky ženského ultramaratonu, každoročně organizují v oblasti masívu hory Išrin maratonské běžecké závody.

### Horolezectví
Již v minulých dobách zdolávali skalní stěny a vrcholy ve Vádí Rum příslušníci dřívějších generací místních beduínských obyvatel. Tyto takzvané „beduínské cesty“ později prozkoumali a zdokumentovali evropští horolezci. První „evropský“ výstup na vrchol hory Džebel Rum uskutečnili v roce 1952 Sylvie Branfordová a Charmian Longstaff. Při výstupu je vedl šejk Hamdan, který na horu Rum vystoupil již v roce 1949. Nová éra horolezeckých aktivit ve Vádí Rum začala až v 80. letech 20. století, kdy byly zdokumentovány staré výstupové cesty a vytvořeny cesty nové. První lezeckou cestu ve Vádí Rum, vybavenou pevnými jistícími prvky, vytvořili v roce 2000 francouzští horolezci a nazvali ji La Guerre Sainte (v překladu Svatá válka). Cesta je dlouhá 450 metrů a nachází se v oblasti Džebelu Nassrani jižně od vrcholu hory Išrin.

## Měsíční údolí ve filmu
Neobvyklé přírodní prostředí Vádí Rum již od druhé poloviny 20. století přitahuje filmaře z různých zemí světa. Na počátku filmové slávy Měsíčního údolí byl film britského režiséra Davida Leana Lawrence z Arábie, natočený v roce 1962 s řadou hereckých hvězd, jako Peter O'Toole, Omar Sharif, Anthony Quinn a další. Následovaly desítky filmů, pro jejichž exteriéry bylo využito natáčení ve Vádí Rum. Za všechny lze jmenovat například sci-fi triller Rudá planeta, film Transformers: Pomsta poražených, sci-fi film Marťan amerického režiséra Ridleye Scotta, natočený v roce 2015, film Theeb britsko-jordánského režiséra Naji Abu Nowara nebo některé díly Star Wars (Rogue One: Star Wars Story, Star Wars: Vzestup Skywalkera).